# Marco Benefial

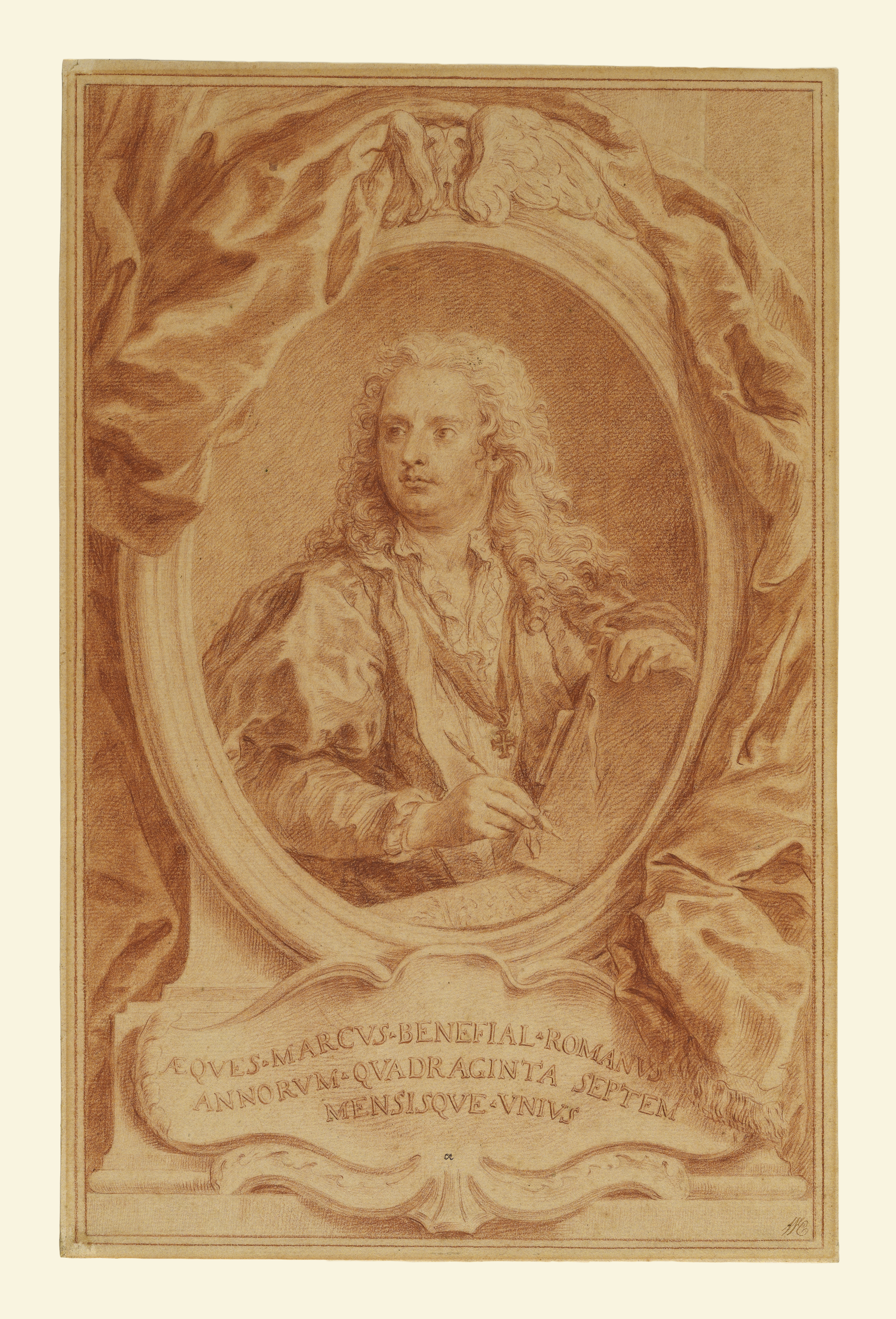
Marco Benefial, Selbstbildnis, 1731

Marco Benefial (* 25. April 1684 in Rom; † 9. April 1764 ebenda) war ein italienischer Maler des frühen Klassizismus in Rom.

## Leben

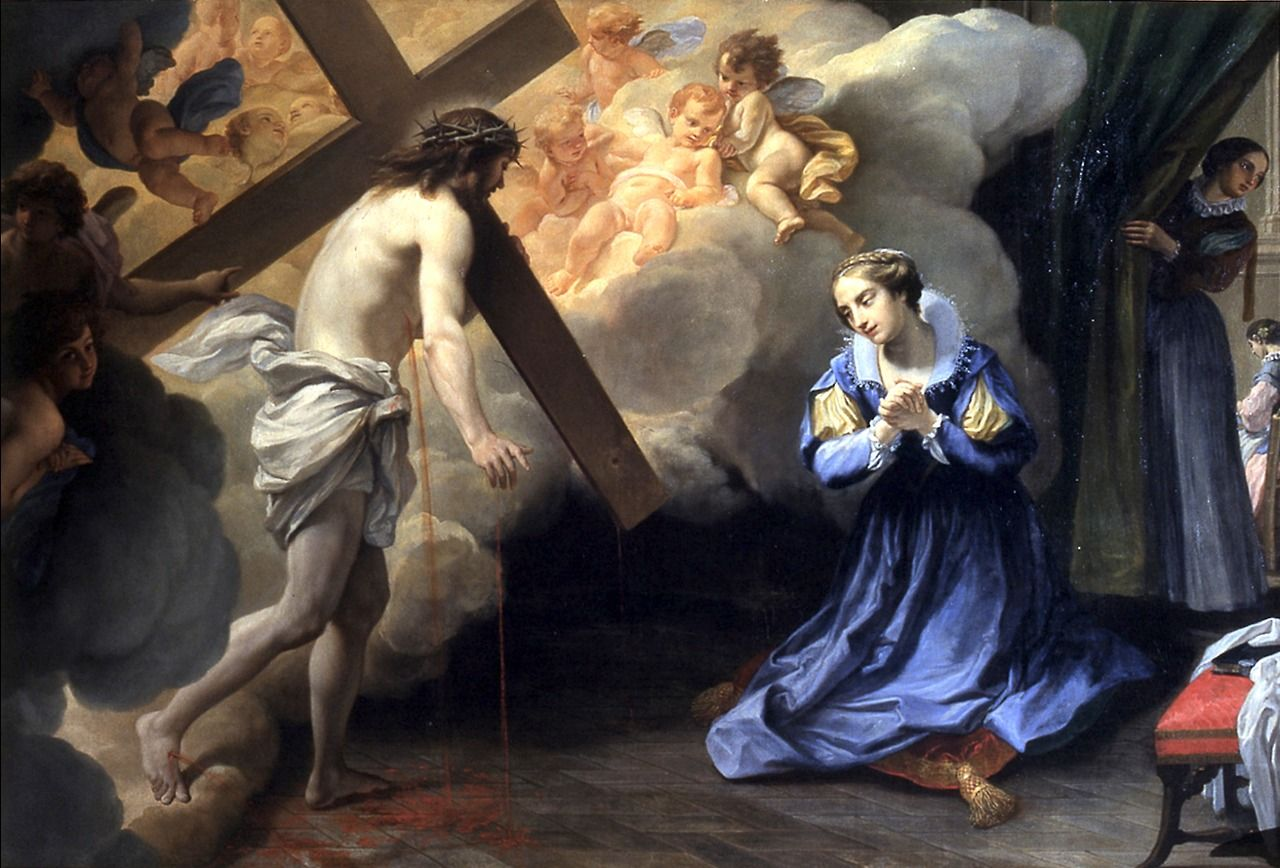
Marco Benefial: Vision der Hl. Catalina Fieschi Adorno, 1747

Benefial war der Sohn eines aus Frankreich zugewanderten Tüllwebers. Er war Schüler von Bonaventura Lamberti, der ihn, im Gegensatz des in Rom herrschenden Barock mit der Antike und dem Werk Raffaels vertraut machte. Mit seinem Meister arbeitete er in der Sakramentskapelle der Peterskirche und im Karmeliterkloster San Alberto.
Sein 1703 ausgestelltes Erstlingswerk Filippo Neri in der Glorie wurde von der Congregazione dei Virtuosi al Panteon zurückgewiesen. Aus Protest stellte er sein Werk im Schaufenster eines Apothekers aus und erhielt daraufhin den Auftrag, Altarbilder für den Dom von Jesi und Macerata zu malen. Durch fehlende Folgeaufträge geriet er in finanzielle Not und musste sich für mehrere Jahre als Vergolder verdingen. 1711 trat er in die Werkstatt des Malers Francesco Germisoni ein, in dessen Folge die von ihm gemalten Bilder unter dem Namen Germisoni firmierten. Nachdem er für den Fürsten Pamphilij gearbeitet hatte, wurde durch dessen Protektion Papst Clemens XI. auf ihn aufmerksam, der Benefial 1718 Bilder für San Giovanni in Laterano und die Peterskirche malen ließ. Es folgten Aufträge für Adel und Kirche in Rom und anderen Städten Italiens. Eine Geißelung in der Kirche Santissime Stimmate di San Francesco wird ihm unsicher zugeordnet.

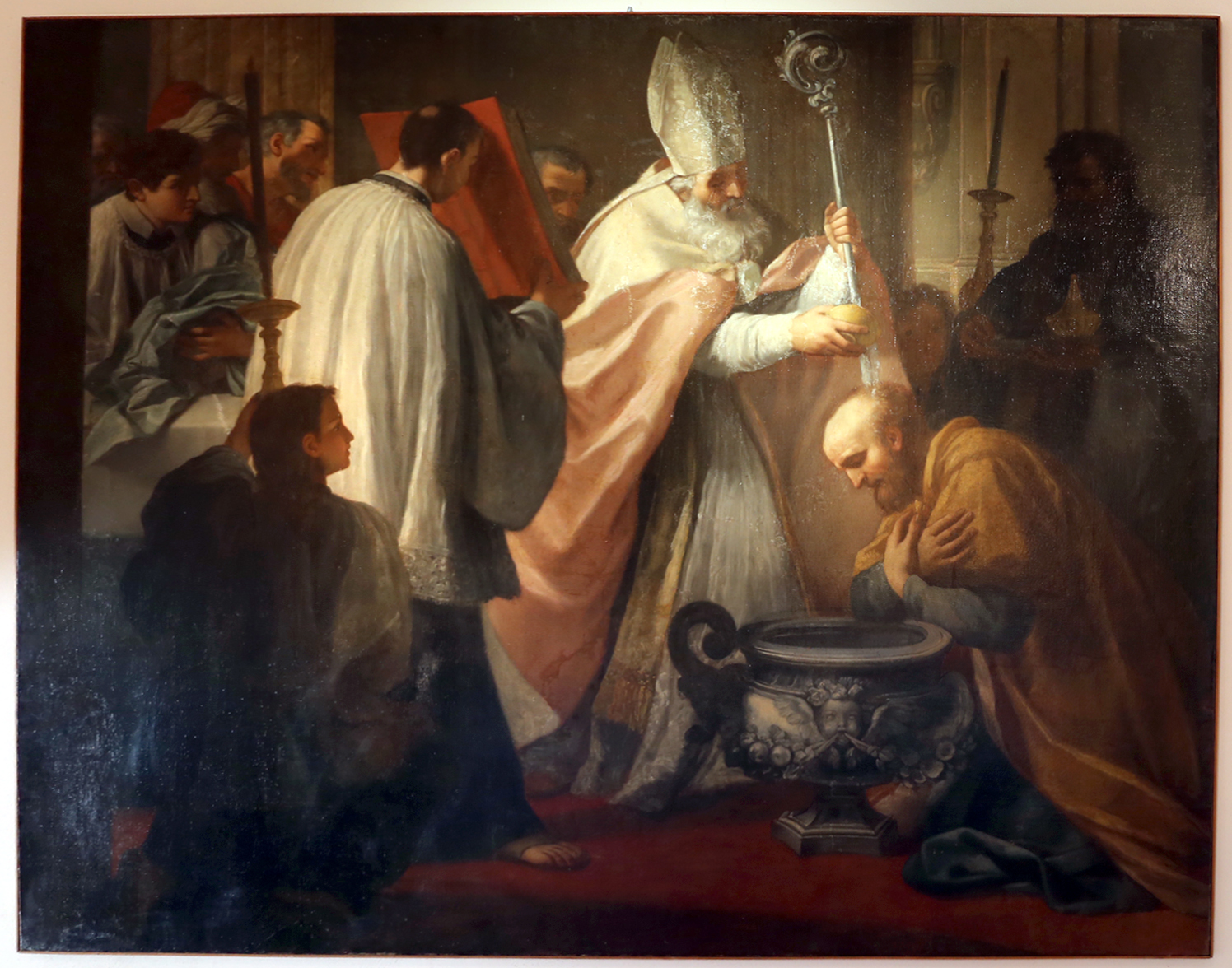
Marco Benefial: Taufe des Hl. Tranquillino, 1721–25, Museo del Colle del Duomo, Viterbo

1746 wurde er in die Accademia di San Luca aufgenommen. In den späten vierziger Jahren musste er abermals seine Selbständigkeit aufgeben und sich dem Maler Filippo Evangelisti unterordnen, bis er sich 1750 durch einen lukrativen Auftrag von Evangelisti lossagen konnte.
1754 übernahm er den Posten eines Rektors für die Accademia di San Luca und 1755 leitete er das Aktzeichnen. Nachdem er scharfe Kritik am Manierismus seiner Kollegen geübt hatte, wurde er von den Akademikern am 27. Juli 1755 seiner Ämter enthoben und ihm sein akademischer Status abgesprochen. Nur durch Fürsprache einiger Künstlerfreunde wurde der Beschluss am 16. November 1755 aufgehoben, jedoch ohne dass er seine Ämter zurückerhielt.
Die öffentliche Anerkennung blieb ihm nicht versagt und es entstanden Fresken wie auch Tafelbilder, die für die Römische Kunst des 18. Jahrhunderts einen neuen Weg markierten. Als erklärter Gegner des Rokoko gilt er als Vorläufer des Klassizismus, der mit seinem Schüler Anton Raphael Mengs in Italien seinen Höhepunkt fand.
Außer Mengs zählen zu seinen Schülern die Deutschen Karl Gottfried Tüntzel und Wilhelm Lambert Krahe, der Engländer John Parker, der Portugiese Giacomo Strebel und die Italiener Marco Bacciarelli, Domenico De Angelis, Filippo Fidanza, Giovanni Battista Internari, Antonio Jacomini, Carlo Spiridoni Mariotti, Giovanni Battista Ponfredi, Mariano Rossi Giuseppe Ruprà, und Maurizio Sparagnini.

## Werke (Auswahl)

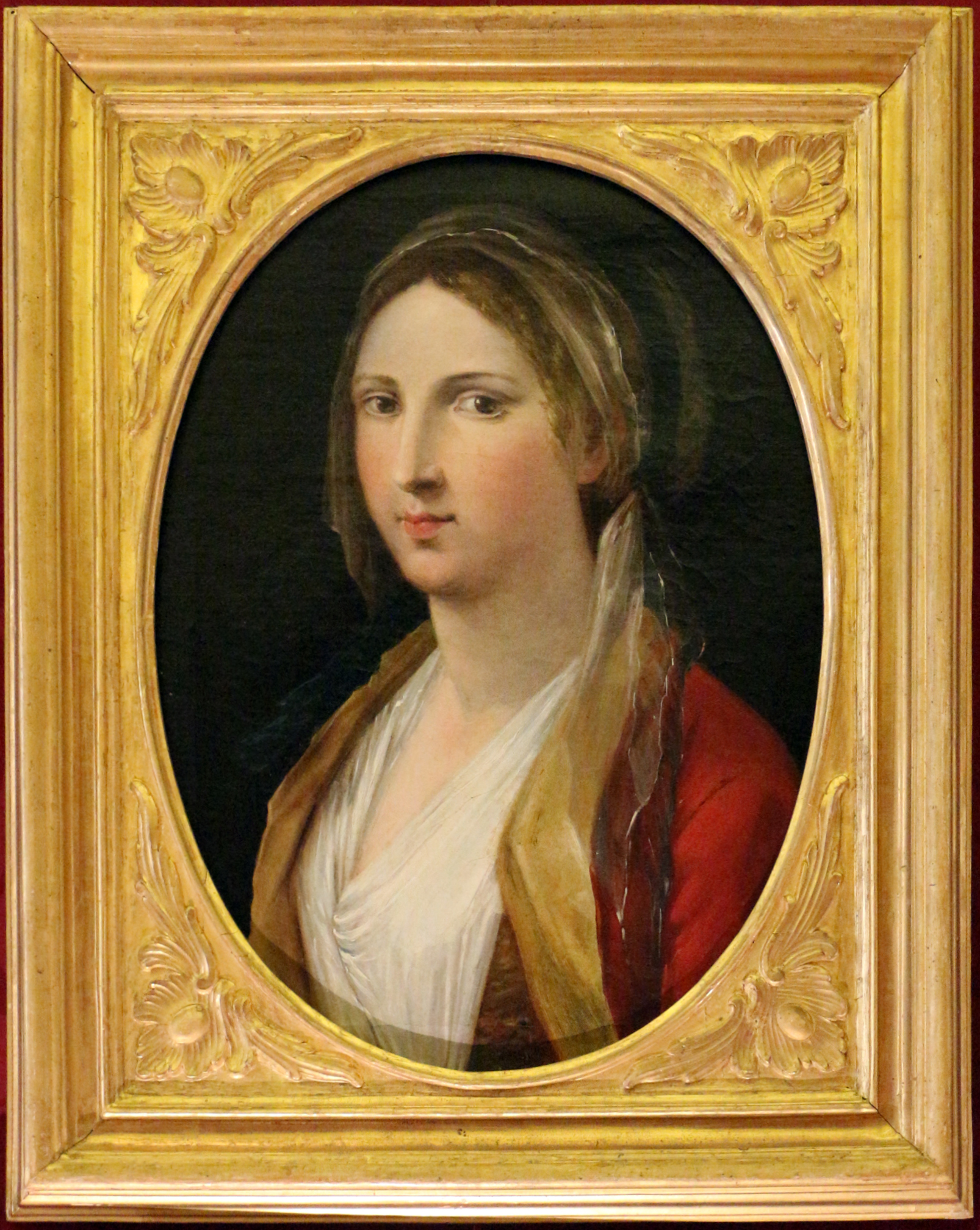
Marco Benefial (zugeschrieben): Damenportrait, Palazzo Buonaccorsi, Macerata

- Santi Giovanni e Paolo (Rom): San Saturnio (1716)
- San Giovanni in Laterano (Rom): Jonas (1718)
- Dom von Viterbo: Freskenzyklus Aus dem Leben des Heiligen Laurentius (1720–27)
- Klosterkirche Santa Maria dei Sette dolori (Rom): Pieta und Heilige (1721)
- Fitzwilliam-Museum (Cambridge): Tafelbild Die Vision des Filippi Neri (1721)
- Santa Maria delle Fornaci (Rom): Lünettenfresken Geschichten aus dem Leben Johannes des Täufers
- Chiesa del Bambin Gesù (Rom): Altarbild Anbetung der Hirten (1733/36)
- Collegiata del Crocifisso (Monreale): Vier Tafelbilder (1722–27)
- Santa Maria in Aracoeli (Rom): Zwei Tafelbilder Aus dem Leben der Margareta von Cortona (1729–32)
- Santa Maria della Quercia (Rom): Tafelbild Taufe Christi (um 1738)
- Palazzo Chigi-Zondadari (Siena): Fresko Sibylle (1743)
- Dom von Città di Castello: Fresken Geschichten aus dem Leben des San Florido
- Santissima Trinità degli Spagnoli (Rom): Tafelbild Martyrium der Heiligen Agnes (1750)
- Chiesa di San Filippo (Macerata): Tafelbild Vision des Heiligen Antonius von Padua (1755)